# Panzerkampfwagen I Ausf. F
PzKpfw I Ausf. F – niemiecki czołg lekki z okresu II wojny światowej przeznaczony do wsparcia piechoty.
Z uwagi na słabe opancerzenie, czołgi PzKpfw I Ausf. A i B poniosły olbrzymie straty podczas kampanii wrześniowej, która udowodniła ich niewielką przydatność w działaniach wojennych. Dlatego też od grudnia 1939 r., równolegle z opracowywaniem modelu Ausf. C, rozpoczęto prace nad silnie opancerzonym czołgiem lekkim, przeznaczonym wyłącznie do wsparcia piechoty. Wynikiem współpracy firm Krauss Maffei i Daimler-Benz był wóz PzKpfw I Ausf. F na podwoziu podobnym do podwozia PzKpfw I Ausf. C, ale masie większej o 13 t. Dla nowego wozu zaprojektowano potężniejsze opancerzenie. Boki i tył kadłuba i wieży chroniły płyty pancerne o grubości 50 mm, natomiast przedni pancerz był grubości 80 mm. Czołg wyposażony był w taki sam silnik, co w modelu C, jednak z powodu olbrzymiej masy, osiągał on jedynie prędkość do 25 km/h. Na uzbrojenie składały się dwa karabiny maszynowe MG 34 kalibru 7,92 mm. W okresie od kwietnia 1942 r. do stycznia 1943 r. wyprodukowano zaledwie 30 egzemplarzy. Był to jednocześnie ostatni model czołgu z serii PzKpfw I.

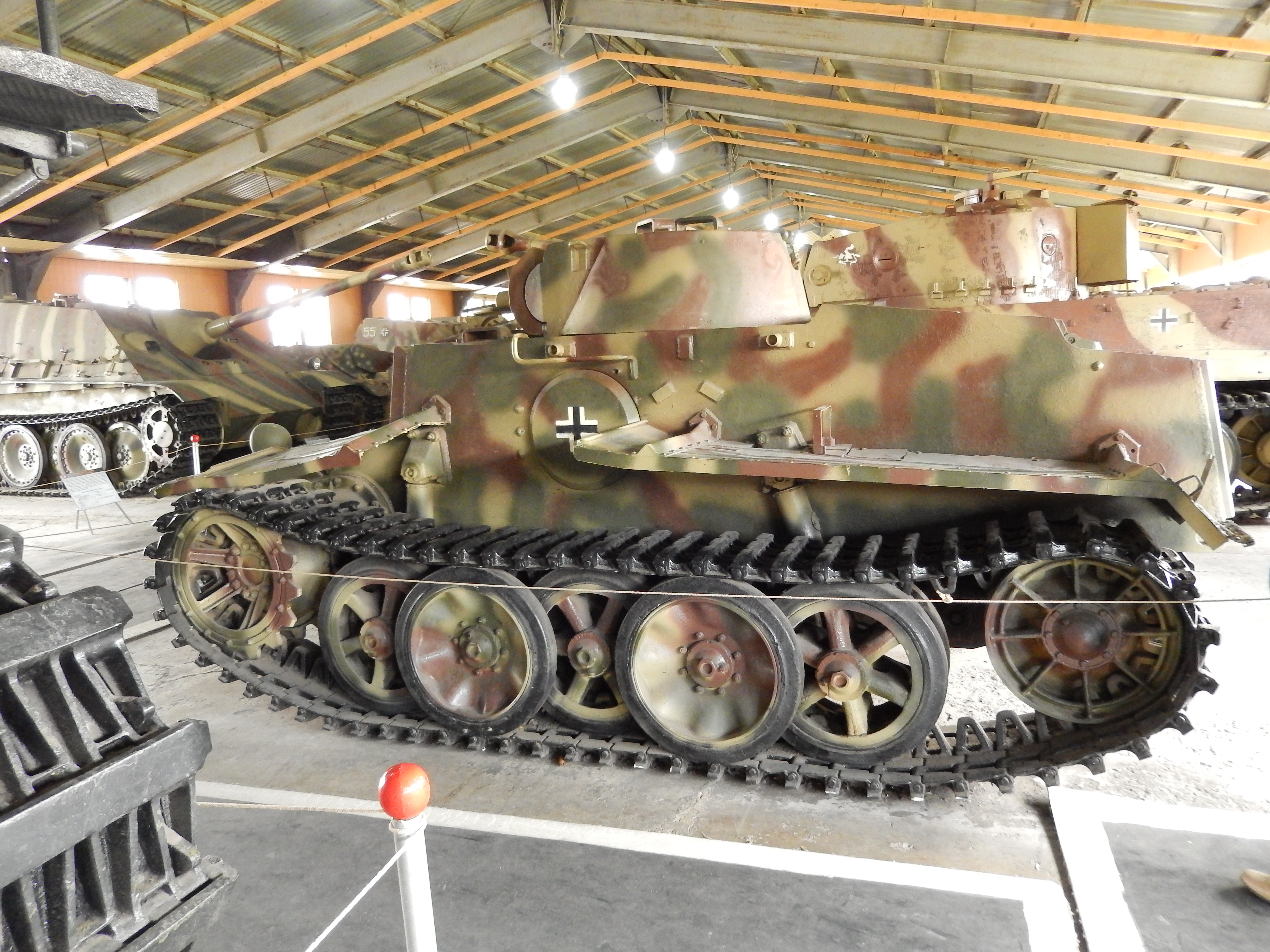
Pz.KpfW.I Ausf.F w muzeum w Kubince